# 放學後 (小說)
《放學後》為日本作家東野圭吾的長篇推理小說。本作是東野圭吾第一個出版發行成書籍的作品；也是第一個獲獎的作品，與森雅裕 《莫扎特不唱搖籃曲》 同獲第31屆江戶川亂步獎。本書是以名門女子高中為舞台，描寫在女子高中內發生的案件，最後揭開真相的校園青春推理小說。東野在大學時代曾在射箭社擔任部長，所以書中也以射箭社為題材。
1985年由講談社發行《放學後》單行本，1988年發行了文庫版。1986年在「週四劇場」播放了由山下真司主演的改編本作的電視劇。另外本作也被漫畫化，漫畫家霜月佳代子在講談社的《別冊FRIEND增刊》2010年1月號和3月號上連載了前後篇。

## 出版書籍
| 出版社       | 出版日期      | 格式   | 頁數  | ISBN                   | 譯者   |
| ------------ | ------------- | ------ | ----- | ---------------------- | ------ |
| 講談社       | 1985年9月1日  | 單行本 | 308頁 | ISBN 978-4-06-202342-9 | 不適用 |
| 講談社       | 1988年7月7日  | 文庫本 | 353頁 | ISBN 978-4-06-184251-9 | 不適用 |
| 林白出版社   | 1991年9月5日  | 平裝書 | 281頁 | ISBN 978-957-593-202-2 | 林敏生 |
| 朝鮮 (地區)  | 2007年7月25日 | 平裝書 | 437頁 | ISBN 978-897-919768-6  |        |
| 臉譜出版社   | 2009年2月26日 | 平裝書 | 320頁 | ISBN 978-986-235-007-2 | 張秋明 |
| 南海出版公司 | 2009年11月    | 平裝書 | 215頁 | ISBN 978-754-424551-7  | 趙峻   |
| 獨步出版社   | 2017年1月9日  | 平裝書 | 304頁 | ISBN 978-957-593-202-2 | 張秋明 |

### 改編漫畫
由日本漫畫家霜月佳代子改編為同名少女漫畫。
| 冊數 | 講談社        | 講談社                 | 尖端出版社    | 尖端出版社           |
| 冊數 | 發售日期      | ISBN                   | 發售日期      | ISBN                 |
| ---- | ------------- | ---------------------- | ------------- | -------------------- |
| 全   | 2010年3月12日 | ISBN 978-4-06-341674-9 | 2011年7月14日 | SBN 978-754-424551-7 |

## 書籍評價
- 1985年 第31回 「江戶川亂步獎」　獲獎
- 1985年 「週刊文春推理小說 Best 10」 第1名　獲獎

## 故事簡介
在私立清華女子高中任教的教師，同時也是射箭社顧問的前島最近似乎被人盯上了要謀害他。前島找了校長談話，但校長只讓他忍耐。而前島身邊相關的學生高原陽子和杉田惠子，也各自和前島發生了一些事情。
然而在前島參加射箭社練習的某天，訓導主任村橋在教師更衣室中被殺，死因是氰酸中毒。男更衣室裡的門用木棒從裡面頂著，而可以通到現場的隔壁女更衣室又上鎖了，更衣室變成了誰也不可能進入的完全密室。然後在密室詭計之謎、真兇和狙擊前島的人到底是誰還沒揭開的時候，在體育節又發生了第二宗殺人事件。

## 登場人物
前島（Maejima）
清華女子高中的數學教師，射箭社的顧問。因為不說和課業不相關的話，所以被學生們稱為「機器」。
杉田 惠子（Sugita Keiko）
清華女子高中三年級，射箭社的部長。和前島在集訓的時候曾有過親密舉動。
高原 陽子（Takahara Youko）
清華女子高中三年級。是個問題學生，因吸煙被發現而被停學。
曾邀前島一起兩人單獨旅行，因前島拒絕了她，所以之後都用冰冷的目光來望前島。家庭環境很複雜。
北条 雅美（Houjou Masami）
清華女子高中三年級，劍道部的主將，是個成績優異的高材生。是個以不破壞校規的方式和學校對抗的問題兒童，和村橋非常不和。
村橋（Murahashi）
清華女子高中的訓導主任。第一個被害者。
竹井（Takei）
清華女子高中的教師，現役的標槍選手。因投槍的姿勢很像希臘的雕像，所以被學生取了「希臘」的外號。
栗原（Kurihara）
清華女子高中的校長。和前島的父親是戰時的戰友。
麻生 恭子（Asou Kyouko）
清華女子高中的教師。和文靜的外表相反地喜歡玩票性質的愛情。從拒絕前島的同事的求婚一事令前島感到不快。
大谷（Ootani）
調查清華女子高中發生的案件的刑警。

## 電視劇
於1986年3月27日20:02-21:48在FNN週四劇場播放，標題為「放學後女子高中連續殺人事件！！水手服18歲的Mystery」。由山下真司、志村香等主演。

### 主演
- 前島教諭 — 山下真司
- 杉田惠子 — 志村香（日语：志村香）

### 製作人員
- 原作：東野圭吾「放學後」（講談社）
- 腳本：伴一彦
- 企劃：柴田徹、龜山千廣
- 製作人：三井孝俊、遠藤龍之介
- 演出：木下亮
- 製作著作：FNN

## 外部連結
- （日語）http://www.tvdrama-db.com/drama_info/p/id-22650 （页面存档备份，存于）
- （简体中文）豆瓣讀書：放學後 （页面存档备份，存于）
- （简体中文）卓越亞馬遜：放學後 (東野圭吾成名傑作，絕對優勢榮獲江戶川亂步獎)。